# Projet Shad
Le projet SHAD, abréviation de l'anglais : Project Shipboard Hazard and Defense, est une série d'essais réalisée durant la guerre froide par le département de la Défense des États-Unis à partir de matériel de type biologique et chimique. Le but était de déterminer dans quelle mesure les militaires à bord des navires pourraient détecter et réagir à ce type d'attaques. Durant ces essais, des personnes non consentantes[réf. souhaitée] ont été exposées à diverses substances dangereuses, notamment des membres du personnel des forces armées des États-Unis alors en service,.